# Chakwale
Chakwale è una circoscrizione rurale (rural ward) della Tanzania situata nel distretto di Gairo, regione di Morogoro. Conta una popolazione di 22 603 abitanti (censimento 2012).